# Montliot-et-Courcelles
Montliot-et-Courcelles – miejscowość i gmina we Francji, w regionie Burgundia-Franche-Comté, w departamencie Côte-d’Or. Przez miejscowość przepływa Sekwana. 
Według danych na rok 1990 gminę zamieszkiwało 288 osób, a gęstość zaludnienia wynosiła 33 osoby/km² (wśród 2044 gmin Burgundii Montliot-et-Courcelles plasuje się na 625. miejscu pod względem liczby ludności, natomiast pod względem powierzchni na miejscu 999.).